# Kelvin Kampamba
Kelvin Mubanga Kampamba (Kitwe, Zambia, 24 de noviembre de 1996) es un futbolista zambiano. Juega de centrocampista y su equipo es el Al-Nasr Benghazi de la Liga Premier de Libia. Es internacional absoluto por la selección de Zambia desde 2013.

## Selección nacional
Debutó con la selección de Zambia el 3 de agosto de 2013 ante Botswana.

## Clubes
| Club               | País   | Año           |
| ------------------ | ------ | ------------- |
| Nkana F. C.        | Zambia | 2013-2015     |
| Power Dynamos      | Zambia | 2015-2018     |
| Nkana F. C.        | Zambia | 2018-2020     |
| ZESCO United F. C. | Zambia | 2020-2023     |
| Al-Nasr Benghazi   | Libia  | 2024-presente |

## Palmarés

### Títulos internacionales
| Título      | Equipo              | Sede      | Año  |
| ----------- | ------------------- | --------- | ---- |
| Copa COSAFA | Selección de Zambia | Sudáfrica | 2022 |